# Slick Rick
Ричард Мартин Ллойд Уолтерс (родился 14 января 1965 года), более известный как Slick Rick  — англо-американский рэпер и продюсер.
В детстве потерял глаз из-за ранения осколком стекла.
Получил известность в середине 1980-х вместе с рэперами Doug E. Fresh и Get Fresh Crew. Их песни «The Show» и «La Di Da Di» считаются классикой раннего хип-хопа. «La Di Da Di» — одна из самых популярных песен в истории.
В 1986 году Слик Рик стал третьим артистом, подписавшим контракт с Def Jam Records . Он выпустил четыре альбома: The Great Adventures of Slick Rick (1988), The Ruler’s Back (1991), Behind Bars (1994) и The Art of Storytelling (1999). Его музыка была скопирована и интерполирована более 1000 раз в десятках песен исполнителей, включая Эминема, Бейонсе, Мэрайю Кэри, Beastie Boys, TLC, Nas, Майли Сайрус, Канье Уэст, Black Star, The Notorious BIG, Snoop Dogg, MC Ren, Montell Jordan и Color Me Badd . В процессе Слик Рик стал одним из самых популярных исполнителей хип-хопа за всю историю. Многие из этих песен, основанных на композициях Slick Rick, впоследствии стали хитами.
Slick Rick был удостоен премии VH-1 Hip Hop Honoree; сайт About.com поставил его на 12-е в их списке 50 лучших MC нашего времени ; журнал Source поставил его на 15 -е место в их списке 50 лучших авторов текстов всех времен . Снялся в 10 фильмах и видеороликах. Послужил прототипом одного из героев культового фильма Восьмая миля.

## Дискография
- The Great Adventures of Slick Rick (1988)
- The Ruler's Back (1991)
- Behind Bars (1994)
- The Art of Storytelling (1999)